# NGC 6721
NGC 6721 este o galaxie situată în constelația Păunul. A fost descoperită în 12 iulie 1834 de către John Herschel. Se află la o distanță de 53,95 de megaparseci de Pământ.